# Reinhard Boos (Politiker)

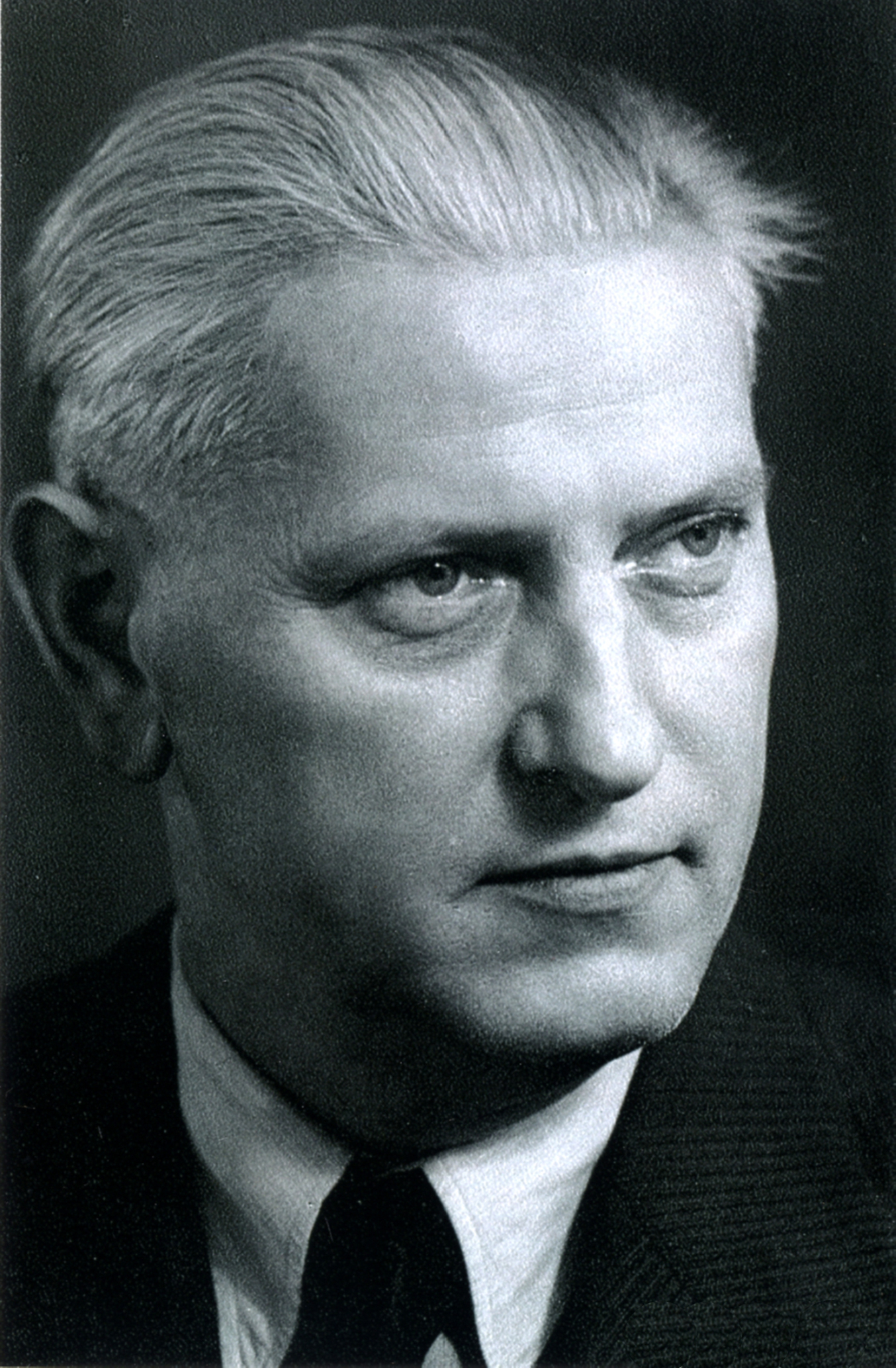
Reinhard Boos

Reinhard Boos  (* 1. Juni 1897 in Lörrach; † 21. Oktober 1979 ebenda) war Kommissar und vom 20. April 1933 bis zum 24. April 1945 Bürgermeister der Stadt Lörrach. Ferner bekleidete er bis 1938 die Posten des Orts- und ehrenamtlichen Kreisgruppenleiters sowie des Gau-Einsatzredners der NSDAP. In der Bundesrepublik war er von 1958 bis 1968 für die Freien Wähler in Lörrach Gemeinderatsmitglied.

## Leben

### Ausbildung und Berufsleben
Boos, aus einer Lörracher Arbeiterfamilie stammend, absolvierte 1911 bis 1914 eine kaufmännische Ausbildung in einer Buntweberei in Lörrach. Im Anschluss war er bis 1916 als Buchhalter in Schliengen tätig. Von 1916 bis 1918 war Boos Soldat im Ersten Weltkrieg. Nach Kriegsende kehrte er nach Lörrach zurück, wo er von 1918 und bis 1921 Angestellter der Stadtverwaltung war und von 1921 bis 1924 kaufmännischer Angestellter bei der Rheinischen Creditbank Lörrach. Von 1924 bis zu seiner Entlassung 1932 arbeitete Boos als Prokurist in einem kleinen Betrieb in Weil. Im Dezember 1932 arbeitete er als Buchhändler.

### Politisches Wirken 1930 bis 1945
Zum 1. August 1930 trat er der NSDAP bei (Mitgliedsnummer 288.364). Er wurde – zu diesem Zeitpunkt im Zivilberuf Prokurist eines kleinen Weiler Unternehmens – am 16. November 1930 erstmals für die NSDAP, deren Ortsgruppenleiter er in Lörrach war, in den Stadtrat gewählt. Nach der nationalsozialistischen „Machtergreifung“ wurde er am 19. April 1933 durch den badischen Gauleiter Robert Wagner zum Stadtverwaltungs-Kommissar ernannt, da der gewählte deutschnationale Bürgermeister Heinrich Graser politisch nicht zuverlässig genug erschien. Boos war in der Folge vor Ort zum Teil federführend an der Zerschlagung der Gewerkschaften sowie der oppositionellen Parteien beteiligt. Gegen Graser strengte er ein Amtsenthebungsverfahren an. Nach dessen erfolgreichen Ausgang war Boos ab 19. Juli 1933 Bürgermeister, ein Posten, für den er fachlich nicht ausreichend qualifiziert war. So verlängerte Wagner Boos’ Amtszeit im Jahr 1942 nur unter Auflagen und hielt ihn u. a. zu einer „strafferen Amtsführung“ an. Die Personalpolitik von Reinhard Boos war geprägt von extremem Eifer, tief sitzenden Ressentiments und ideologischen Motiven. Der Umgang mit ihm unliebsamen Beamten ist belegt und ging teilweise sogar den vorgesetzten, ebenfalls nationalsozialistischen Behörden zu weit. Gleichzeitig protegierte er „alte Kämpfer“, die er in der Stadtverwaltung unterbrachte. Diese Günstlingswirtschaft brachte Boos immer wieder in Schwierigkeiten, der auf diese Weise sogar vorbestraften Personen Waffenscheine ausstellen ließ.
Ab 1938 wirkte Boos wiederum leitend an den Aktionen gegen die Lörracher Juden mit (z. B. Abriss der in der Reichspogromnacht beschädigten Alten Synagoge, beabsichtigte Zerstörung des alten jüdischen Friedhofs). Gegenüber der Schweiz vertrat er eine der politischen Großwetterlage angepasste Politik: Hatte er in den späten dreißiger Jahren noch den Ausbau Lörrachs zum „deutschen Kulturbollwerk“ im Dreiländereck forciert, so forderte er ab 1941 offen „Grenzbereinigungen“. Er schrieb am 9. August 1941 dem Gauleiter: „Das badische Grenzland entlang der Schweizer Grenze wünscht und hofft mit ganzem Herzen, dass diese politische Bereinigung an den willkürlichen Grenzen der sogenannten Schweiz nicht halt macht.“
Am 24. April 1945 nahm Boos persönlich an einem kleinen Aufgebot des Volkssturms zur Verteidigung der Stadt gegen die einrückende französische Armee teil. Dabei wurde er verwundet und anschließend bis 1947 in Frankreich interniert.

### Nachkriegszeit
Nach der Rückkehr und Entnazifizierung  (als „Minderbelasteter“, da er sich für einige ihm persönlich bekannte Verfolgte eingesetzt und wohl auch spätestens ab Kriegsbeginn keinen Einfluss mehr auf den Gang der überörtlichen Ereignisse hatte) gelang es Boos, ab 1959 nochmals ein Gemeinderatsmandat für die Freien Wähler zu erlangen, nachdem er bereits im Vorjahr als Nachrücker in das Gremium gelangt war. In dieser Funktion war er auch Fraktionsvorsitzender, ansonsten exponierte er sich nur noch im durchschnittlichen Umfang. Boos gab nach dem Krieg an, er habe sich angesichts der Fragestellung „Bolschewismus oder Deutschland“ als Sozialist und Deutscher „für Deutschland und die NSDAP entschieden“.
Boos wurde zunächst nicht in die Portraitgalerie der Bürgermeister und Oberbürgermeister im Lörracher Rathaus aufgenommen. Inzwischen hat der Gemeinderat der Aufnahme des Porträts mit einem Vermerk auf seine Vergangenheit zugestimmt.